# Oh! (singel)
„Oh!” – siódmy singel południowokoreańskiej grupy Girls’ Generation, wydany cyfrowo 25 stycznia 2010 roku. Stał się przebojem w Korei Południowej. Utwór promował drugi album studyjny zespołu – Oh!.
Zespół wykorzystał koncepcję cheerleaderek w celu promowania utworu. Piosenka znalazła się na pierwszych miejscach różnych zestawień muzycznych i wygrała kilkukrotnie w programach muzycznych Music Bank i Inkigayo. Znalazła się także na czwartym miejscu listy Gaon Digital Chart 2010 roku, był drugim najlepiej sprzedającym się singlem owego roku sprzedając się w liczbie 3 316 889 egzemplarzy. Strona muzyczna Monkey3 nazwała „Oh!” najlepszą piosenką 2010 roku.

## Lista utworów
| Nr | Tytuł | Słowa                        | Kompozycja | Aranżacja | Czas |
| -- | ----- | ---------------------------- | ---------- | --------- | ---- |
| 1. | "Oh!" | Kim Yeong-hoo, Kim Jeong-bae | Kenzie     | 3:08      |      |

## Singel japoński
Utwór został nagrany ponownie w języku japońskim i wydany 26 września 2012 roku jako piąty japoński singel. Osiągnął 1 pozycję w rankingu Oricon Singles Chart i pozostał na liście przez 8 tygodni, sprzedał się w nakładzie 84 814 egzemplarzy w Japonii (rok 2012). Singel ukazał się w dwóch wersjach: regularnej CD oraz limitowanej CD+DVD.

### Lista utworów
| Nr | Tytuł                    | Słowa                                                         | Muzyka          | Czas |
| -- | ------------------------ | ------------------------------------------------------------- | --------------- | ---- |
| 1. | „Oh!” (Japanese ver.)    | Nozomi Maezawa, Kim Jung-bae, Kim Young-hu, Kenzie            | Kenzie          | 3:12 |
| 2. | „ALL MY LOVE IS FOR YOU” | Junji Ishiwatari, Sebastian Thott, Didrik Thott, Robin Lerner | Sebastian Thott | 3:44 |

## Notowania
Singel koreański
| Lista                      | Pozycja |
| -------------------------- | ------- |
| Gaon Weekly Digital Chart  | 1       |
| Gaon Monthly Digital Chart | 1       |
| Gaon Yearly Digital Chart  | 5       |
| Gaon Yearly Download Chart | 2       |

Singel japoński
| Lista                                  | Pozycja |
| -------------------------------------- | ------- |
| Oricon Weekly Singles Chart            | 1       |
| Oricon Yearly Singles Chart (rok 2012) | 92      |
| Billboard Japan Hot 100                | 1       |

## Certyfikaty
| Kategoria certyfikatu | Certyfikat |
| --------------------- | ---------- |
| RIAJ                  | Złoto      |